# Gänseliesel
Gänseliesel è un film muto del 1918 prodotto e diretto da Frederic Zelnik.

## Produzione
Il film fu prodotto da Frederic Zelnik per la Berliner Film-Manufaktur GmbH (Berlin).

## Distribuzione
Distribuito dalla Berliner Film-Manufaktur GmbH, uscì nelle sale cinematografiche tedesche il 1º gennaio 1918.